# Ruska Dolyna
Ruska Dolyna (ukrajinsky Руська Долина) je vesnice ve Vylocké vesnické komunitě v beherovském okrese Zakarpatské oblasti Ukrajiny. V roce 2001 zde žilo 442 obyvatel,.

## Historie
Území obce bylo osídleno již v pravěku; v letech 1951 a 1952 byly v traktu Oson Erde nalezeny dvě leštěné kamenné sekery. Obec byla založena v druhé polovině 20. let 20. století obyvateli Volového při agrární reformě československé vlády. Po první vídeňské arbitráži byla ves rozdělena (od 10. listopadu 1938) na dvě nestejné části. Hranice procházela poblíž bývalého dřevěného kostela. Menší část, blíže Vynohradivu, patřila ke Karpatské Ukrajině, větší část Maďarskému království. To trvalo čtyři a půl měsíce. Poté byla celá Karpatská Ukrajina obsazena Maďarskem.